# Walisischer Aufstand von 1294 bis 1295
Der walisische Aufstand von 1294 bis 1295 war ein erfolgloser Aufstand der Waliser gegen die englische Eroberung unter König Eduard I.

## Vorgeschichte
Eduard I. hatte 1283 mit der Eroberung von Gwynedd und der Hinrichtung des letzten freien Fürsten von Wales, Dafydd ap Gruffydd Wales erobert. In den folgenden Jahren kam es dennoch zu Aufständen der Bevölkerung gegen die als Fremdherrschaft empfundene englische Herrschaft. Während die Rebellion von Rhys ap Maredudd, des walisischen Lords von Dryslwyn Castle 1287 hauptsächlich von dessen persönlichen Motiven getrieben wurde, folgte bereits wenige Jahre später eine größere Revolte, die größeren Rückhalt in der walisischen Bevölkerung hatte. Aufgestachelt durch das für die Einwohner ungewohnte, an England angelehnte Verwaltungssystem, die englische Gerichtsbarkeit, die erzwungene Rekrutierung von Soldaten und durch hohe Steuern für den Krieg des Königs in der Gascogne erhoben sich die Waliser in mehreren Regionen des Landes. Die Führung des Aufstandes übernahmen Abkömmlinge der alten walisischen Fürstenhäuser, vor allem Madog ap Llywelyn, ein Abkömmling der Fürsten von Gwynedd, Maelgwn ap Rhys, ein Abkömmling der Fürsten von Deheubarth und Morgan ap Maredudd, ein Nachfahre der Lords von Caerleon.

## Anfangserfolge der Waliser und englische Reaktion
Der Aufstand begann im September 1294 mit gezielten Angriffen gegen englische Burgen in ganz Wales. In Nordwales wurde die im Bau befindliche Burg von Caernarfon erobert und der Constable Roger de Pulesdon als Rache für die Hinrichtung von Dafydd ap Gruffydd grausam ermordet. Die bereits vollendeten neuen Burgen des Königs wie Flint, Rhuddlan, Conwy und Harlech Castle widerstanden jedoch den Angriffen, während mehrere Burgen der lokalen Barone wie Denbigh, Ruthin, Mold und Hawarden erobert wurden. Im Oktober 1294 begann die Revolte im südostwalisischen Glamorgan, wo Morgan ap Maredudd zum Führer des Aufstands gegen den verhassten Gilbert de Clare, Lord of Glamorgan wurde. Die Rebellen eroberten mehrere Burgen, darunter Morlais. Gilbert de Clare konnte nur knapp aus Glamorgan flüchten. König Eduard I., der wegen des Französisch-Englischen Kriegs einen Feldzug zum dringend benötigten Entsatz der Gascogne geplant hatte, wurde von dem Aufstand überrascht. Er schickte jedoch die Truppen, die von Portsmouth aus nach Frankreich aufbrechen sollten, nach Wales. Der Earl of Lincoln, der auch Lord of Denbigh war, wurde am 11. November bei Denbigh von seinen eigenen Gefolgsleuten angegriffen und musste fliehen. Ein Entsatz von Castell y Bere scheiterte, so dass die Burg von den Walisern erobert wurde, dagegen konnte John Giffard, der englische Lord von Builth und Iscennen Builth Castle entsetzen. Da der König jedoch bereits Truppen für einen Feldzug in die Gascogne gesammelt hatte, konnte er nun rasch zum Gegenschlag ausholen und berief für den 21. November seine Adligen nach Worcester. Im Dezember marschierte der König in zwei Marschsäulen von Chester mit über 21.000 Mann nach Nordwales, während der Earl of Warwick fast 11.000 Mann in Monmouth in Südostwales sammelte. Eine dritte Armee unter William de Valence und dem Earl of Norfolk sammelte sich bei Carmarthen in Südwales und umfasste etwa 4.000 Mann.

## Niederschlagung der Rebellion in Nordwales
Vor Weihnachten erreichte der König Conwy und Mitte Januar stieß er durch Bangor bis zur Halbinsel Llŷn vor, bevor er wieder nach Conwy zurückkehrte. Madog ap Llywelyn konnte jedoch zahlreiche Waliser, die sich bereits dem König ergeben hatten, wieder zur Aufnahme der Kämpfe überreden. Sie überfielen den Train des englischen Heeres und da der Afon Conwy Hochwasser führte, konnten keine englischen Verstärkungen herangeführt werden. Der König selbst wurde kurzzeitig bei knappen Vorräten in Conwy Castle eingeschlossen. Nach der Ankunft weiterer englischer Truppen mussten die Aufständischen die Belagerung jedoch aufheben. Im März schlugen die englischen Truppen die Aufständischen bei Conwy, setzten im April nach Anglesey über, befriedeten es und setzten am 6. Mai wieder nach Bangor über. Anschließend marschierte der König mit seinem Heer entlang der Küste nach Süden in Richtung Aberystwyth und Cardigan.

## Zusammenbruch und Ende des Aufstands
Auch in den anderen Regionen konnte sich die englische Übermacht durchsetzen. Nach seiner Flucht aus Glamorgan kehrte Gilbert de Clare mit einem Heer zurück, wobei er von mehreren Baronen wie John Wake und John Lovel unterstützt wurde. Bis Mai 1295 war de Clare wieder im Besitz von Cardiff Castle, doch dann stockte der weitere Vormarsch. Der Earl of Warwick dagegen konnte Madog ap Llywelyn, der in Powys einfallen wollte, am 5. März 1295 in der Schlacht von Maes Madog im Swodoniagebiet entscheidend schlagen. Der Earl of Hereford konnte schließlich die Aufständischen in Südwales schlagen und der Marcher Lord Reginald Grey durchkämmte die Wälder von Rhuddlan Castle aus und stieß bis zur Westküste von Wales vor. Angesichts der militärischen Übermacht der Engländer brach der walisische Aufstand schließlich zusammen. Auch Morgan ap Maredudd ergab sich im Juni 1295 in Glamorgan. Er behauptete aber, dass er nicht gegen den König rebelliert und sich nur gegen Gilbert de Clare gewehrt hätte. Daraufhin wurde begnadigt und diente später als Militär für die englische Krone. Madog ap Llywelyn wurde gefangen genommen und nach London gebracht. Dort wurde ihm jedoch nicht wegen Hochverrats der Prozess gemacht, sondern er wurde im Tower inhaftiert, sein weiteres Schicksal ist unbekannt. Cynan ap Maredudd, der mit Maelgwn ap Rhys den Aufstand im mittleren Teil von Wales geführt hatte, wurde begnadigt, während zwei weitere Anführer grausam in Hereford hingerichtet wurden. Maelgwn ap Rhys fiel in einem der letzten Gefechte des Aufstands bei Carmarthen. Nach der Niederschlagung der Rebellion machte Eduard I. eine triumphale Rundreise durch Wales, um seinen Sieg zu demonstrieren. Dabei versprach ihm der Abt von Strata Florida, dass er die führenden Waliser aus Cardiganshire zur Abtei bringen würde, wo sie den König um Frieden bitten würden. Unglücklicherweise verweigerten die Waliser ihr Kommen, so dass der erzürnte König die Abtei niederbrennen ließ.